# Atrypa reticularis
Atrypa
Genre
Espèce
Atrypa reticularis est une espèce fossile de brachiopodes de l'ordre des Atrypida et du genre Atrypa. 

## Classification
Le genre Atrypa est décrit par Johan Wilhelm Dalman en 1828.
L'espèce Atrypa reticularis est décrite par Carl von Linné en 1767.

## Présentation

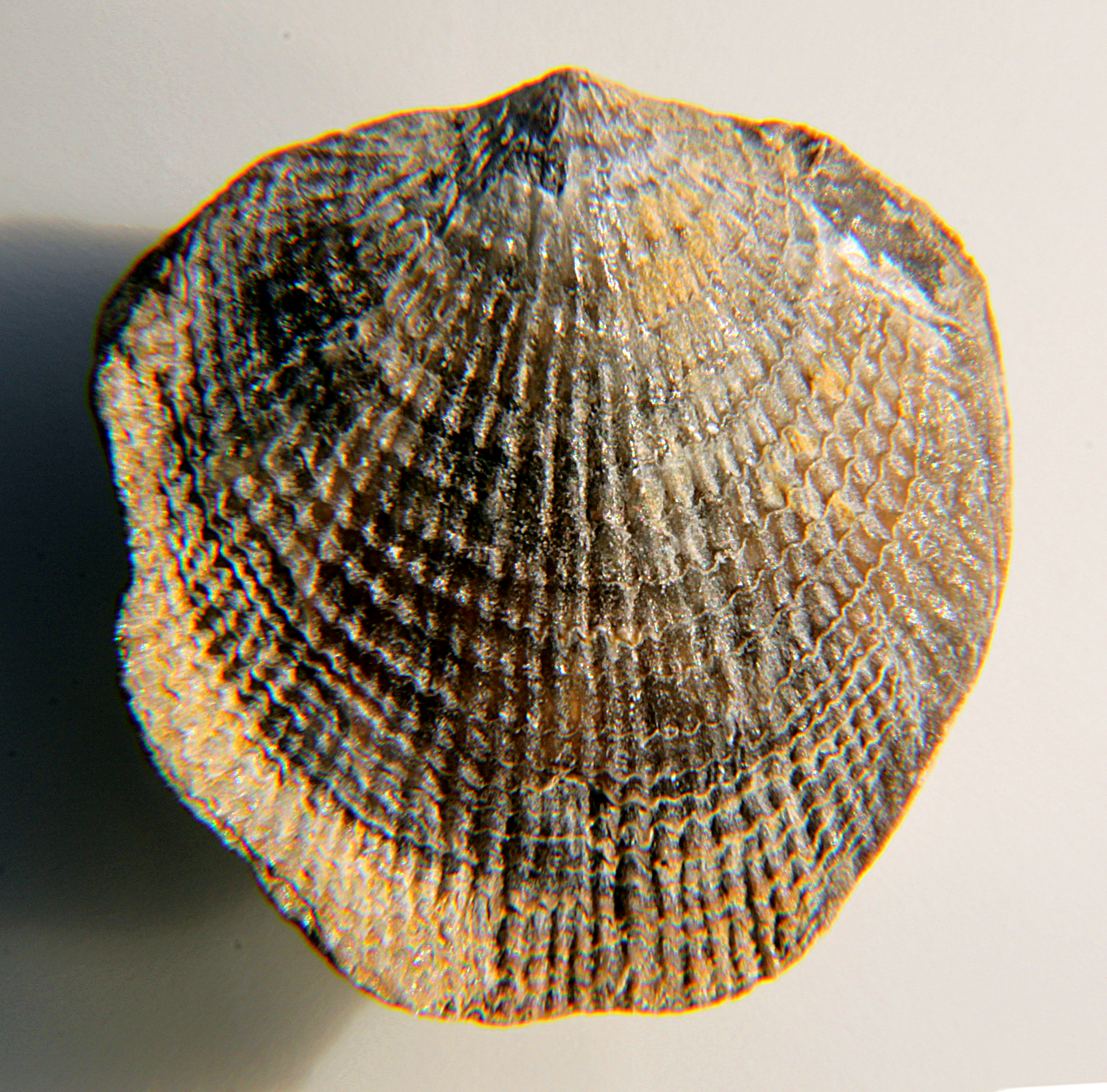
Fossile d'Atrypa reticularis de l'Eifelien de la région d'Eifel en Allemagne.

Les fossiles du genre se rencontrent du Sandbien ou Ordovicien supérieur au Viséen ou Mississippien moyen, soit de 457,5-336 Ma.
Les fossiles de l'espèce Atrypa reticularis se rencontrent au cours du Silurien et du Dévonien, de la base du Rhuddanien jusqu'au sommet du Frasnien inférieur, soit de -443,7 à -382,4 millions d'années.

## Espèces réaffectées
Le genre Atrypa ayant été créé dès le début du XIXe siècle, en 1829, de nombreuses espèces initialement rattachées au genre ont été réaffectées à d'autres genres inventés ultérieurement.
| - A. arata = Pentamerella arata - A. aspera var. occidentalis = Spinatrypa occidentalis - A. astuta = Felinotoechia astuta - A. congregata = Camarotoechia congregata - A. coralifera = Dictyonella coralifera - A. depressa = Plagiorhyncha glassii - A. dubia = Protorhyncha dubia - A. elongata = Rensselaeria elongata - A. exigua = Protozyga exigua - A. extans = Triplesia extans - A. flabellites = Leptocoelia propria - A. gruenwaldtiaeformis = Nalivkinia gruenwaldtiaeformis - A. hemiplicata = Parastrophina hemiplicata - A. hemisphaerica = Eocoelia hemisphaerica - A. hircina = Hircinisca hircina - A. hirsuta = Parazyga hirsuta - A. hystrix var. occidentalis = Spinatrypa occidentalis - A. increbescens = Rhynchotrema increbescens - A. kolymensis = Vagrania kolymensis - A. laevis = Meristella laevis - A. lens = Stricklandia lens - A. linguifera = Antirhynchonella linguifera | - A. medialis = Eatonia medialis - A. modesta = Zygospira modesta - A. nitens = Hisingerella nitens - A. nitida = Whitfieldella nitida - A. nucella = Lycophoria nucella - A. obovata = Glassia obovata - A. obtusiplicata = Pectorhyncha obtusiplicata - A. peculiaris = Costellirostra peculiaris - A. plebeia = Dicamara plebeia - A. pleiopleura = Pleiopleurina pleiopleura - A. prunum = Atrypella prunum - A. recurvirostra = Zygospira recurvirostra - A. scitula = Charionella scitula - A. sordida = Cyclocoelia sordida - A. tumida = Meristina tumida - A. unisulcata = Pentagonia peersii |